# Ciclo de conducción
Un ciclo de conducción es una serie  de puntos de datos que representa la velocidad de un vehículo versus tiempo.
Los ciclos de conducción se establecen por diferentes países y organizaciones, para evaluar el rendimiento de vehículos en varias maneras, como por ejemplo en cuanto al consumo de combustible y emisiones contaminantes .
Para los coches que queden de combustión,el consumo de combustible y las pruebas de emisión se llevan a cabo en dinamómetros de chasis.  Las emisiones del tubo de escape se recogen y miden para indicar el rendimiento del vehículo.
Otro uso de los ciclos de conducción es en simulacros de vehículo.  Más específicamente,  se utilizan en simulacros del sistema de la propulsión para pronosticar el rendimiento de los motores de combustión interna, transmisiones, sistemas de propulsión eléctrica, baterías  y componentes similares.
Algunos ciclos de conducción derivan de la teoría, como se prefiere en la Unión Europea, mientras que otros son medidas directas  de un patrón de conducción considerado representativo.
Hay dos tipos de ciclos de conducción: 
1. Ciclos de conducción transitoria, que implican muchos cambios, representando los cambios de velocidad constantes propios de la conducción en carretera.
2. Ciclos de conducción modal,  implican periodos prolongados a velocidades constantes.

Los ciclos de conducción estadounidense FTP-75 y el oficioso europeo Hyzem, son transitorios, mientras que los ciclos japoneses Modo 10-15 y JC08 son modales . Algunos ciclos de conducción estilizados altamente  modales, como el oficial europeo NEDC, están diseñados ajustarse a un requisito particular y tienen poca  relación con los patrones de conducción del mundo real. Por el contrario, el WLTP se esfuerza en mimetizar el comportamiento del mundo real. Los ciclos de conducción más comunes  son probablemente el WLTP, NEDC, SORDS y el FTP-75, correspondiendo el último a condiciones de conducción únicamente urbana.